# Agnihotra
Agnihotra (Sanskrit अग्निहोत्र) ist ein täglich oder gelegentlich verrichtetes, vedisches Feuerritual aus dem Atharvaveda zu Sonnenauf- wie -untergang. Es ist das grundlegende von insgesamt vier, die unter der Bezeichnung Yajnya Homa zusammengefasst werden. Nachdem die exakten Zeiten für Sonnenauf- und -untergang zur jeweiligen Position ermittelt worden sind, wird in einem ebenso exakt vorgegebenen Kupferpyramidenstumpf ein Feuer aus Kuhdung und Butterschmalz („Ghee“) entzündet. Wenn der ermittelte Zeitpunkt erreicht ist – das Feuer sollte gut lodern – werden schließlich zwei Portionen ungekochten Reises in das Feuer gegeben, während zwei Mantren (Verse in Sanskrit) laut oder in Gedanken rezitiert werden.

## Geschichte
Um 1944 stellte Gajanan Rajimwale (Param Sadguru Shree Gajanan Maharaj) inspiriert durch den Atharvaveda die oben erwähnten vier einfach anzuwendenden Rituale zusammen, von denen Agnihotra das grundlegende ist. Potdar Saheb veröffentlichte um 1959 die Beschreibung dieser Rituale im Zuge der Übersetzung der Sapta Sloki – das sind sieben Verse zu Ehren Parashuramas, die von Gajanan Rajimwale notiert wurden.